# Golem
Golem (hebr. גולם‎; zametak, neoblikovana tvar), prema Talmudu amorfna masa koja predstavlja Adama u amorfnom stanju. Prema židovskoj mitologiji, može se odnositi i na antropomorno biće načinjeno od gline ili blata i oživljeno pomoću magije koje ne posjeduje vlastitu volje, već je potčinjeno volji gospodara koji ga je izradio. U srednjem vijeku su postojale brojne legende o tim stvorenjima koji bi bili oživljeni kombinacijom čaranja i slova koje su tvorile svetu riječ ili jednu od imena Boga. Najpoznatija legenda je ona o čovjeku od gline kojeg je 1580. godine izradio i oživio praški rabin Levi ben Bezabel (o. 1520. – 1609.) te ga postavio za svog slugu i branitelja židovske općine. Kada je golem postao nasilan i počeo terorizirati građane Praga, Levi ben Bezabel ga je uništio tako što je izbrisao prvo slovo riječi emet (hebr. אמת – "istina") s njegova čela, tako da je ostalo zapisano samo met (hebr. מת – "smrt"), što je zaustavilo i uništilo golema.

## U popularnoj kulturi
- Lik Golema susreće se u više epizoda talijanskog stripa Martin Mystere, poput epizode Kuća slijepih prozora i u posebnom izdanju Čarobni grad. Također, golem je glavni negativac u epizodi Dylana Doga pod nazivom Ubojica.
- U petnaestoj epizodi četvrte sezone kultne američke ZF serije Dosjei X pod naslovom "Kaddish" pojavljuje se golem kojega izrađuje nepoznati pripadnik židovske zajednice u Brooklynu, New York kako bi osvetio ubojstvo jednog člana zajednice, kojeg je ubila grupa neonacista.
- njemački film Golem snimljen 1914. i Homunculus (1916.) sa sličnom temom utjecali su na američku kinematografiju, osobito na filmove o Frankensteinu.

## Vanjske poveznice
|  | Zajednički poslužitelj ima još gradiva o temi Golem |

- Golem Hrvatska enciklopedija
- Golem Prolesis enciklopedija